# Copa de Oro de la Concacaf 2023
La Copa Oro de la Concacaf 2023 (en inglés 2023 CONCACAF Gold Cup) fue la vigésimoséptima edición de la competición regional a nivel de selecciones más importante en Norteamérica, Centroamérica y el Caribe organizada por la Concacaf. El torneo se disputó del 24 de junio al 16 de julio de 2023.
El campeón de esta edición fue la selección mexicana de fútbol.

## Equipos participantes
El 2 de septiembre de 2020 la Concacaf anunció la participación de Catar como invitado a las ediciones de la Copa Oro de la Concacaf 2021 y 2023. Las otras 15 selecciones participantes se definirían mediante la Liga de Naciones de la Concacaf 2022-23 y la Clasificación para la Copa de Oro de la Concacaf 2023.
En cursiva los países debutantes en la competición.

En negrita los países invitados a la competición.
| Equipos participantes | Equipos participantes | Equipos participantes | Equipos participantes  |
| --------------------- | --------------------- | --------------------- | ---------------------- |
| Canadá                | El Salvador           | Haití                 | México                 |
| Catar                 | Estados Unidos        | Honduras              | Panamá                 |
| Costa Rica            | Guadalupe             | Jamaica               | San Cristóbal y Nieves |
| Cuba                  | Guatemala             | Martinica             | Trinidad y Tobago      |

### Fase de grupos
| Bombo 1        | Bombo 2   | Bombo 3           | Bombo 4                |
| -------------- | --------- | ----------------- | ---------------------- |
| México         | Panamá    | Honduras          | Catar                  |
| Estados Unidos | Haití     | El Salvador       | Guadalupe              |
| Costa Rica     | Jamaica   | Cuba              | Martinica              |
| Canadá         | Guatemala | Trinidad y Tobago | San Cristóbal y Nieves |

## Árbitros
El 7 de junio, Concacaf anunció un total de 14 árbitros centrales, 26 árbitros asistentes y 15 árbitros VAR designados para el torneo.

#### Árbitros centrales
- Drew Fischer
- Juan Gabriel Calderón
- Keylor Herrera
- Walter López
- Said Martínez
- Daneon Parchment
- Oshane Nation
- Adonai Escobedo
- César Arturo Ramos
- Marco Ortíz
- Iván Barton
- Armando Villarreal
- Rubiel Vázquez

- Mario Escobar

#### Árbitros asistentes
- Michael Barwegen
- Juan Carlos Mora
- Raymundo Feliz
- Humberto Panjoj
- Luis Ventura
- Christian Ramírez
- Walter López
- Jassett Kerr-Wilson
- Ojay Duhaney
- Alberto Morín
- Christian Kiabek
- Enrique Bustos
- Jorge Sánchez
- Karen Díaz
- Marco Bisguerra
- Henri Pupiro
- Keytzel Corrales
- David Morán
- Juan Francisco Zumba
- Zachari Zeegelaar
- Caleb Wales
- Corey Parker
- Cory Richardson
- Kathryn Nesbitt
- Kyle Atkins
- Logan Brown

#### Árbitros VAR
- Benjamín Pineda
- Ricardo Montero
- Melissa Borjas
- Selvin Brown
- Shirley Perelló
- Erick Miranda
- Guillermo Pacheco
- Jorge Pérez Durán
- Luis Enrique Santander
- Tatiana Guzmán
- Ismael Cornejo
- Allen Chapman
- Chris Penso
- Edvin Jurisevic
- Tim Ford

## Sedes
El 27 de octubre de 2022  se dio a conocer que la ciudad de Inglewood albergaría la final. Mientras que el 10 de abril de 2023 la Concacaf anunció los 15 estadios que albergarían la competencia durante la fase de grupos, cuartos de final y semifinales. Las sedes se concentraron en diez estados de Estados Unidos: Texas, Carolina del Norte, Illinois, Ohio, Florida, Nueva Jersey, California, Nevada y Arizona. Por otro lado, el BMO Field en Toronto, Canadá albergó un partido. 
| Glendale                | Arlington | Houston | Houston              |
| ----------------------- | --- | --- | -------------------- |
| Arizona                 | Texas | Texas | Texas                |
| State Farm Stadium      | AT&T Stadium | Estadio NRG | Shell Energy Stadium |
| Capacidad: 63 400       | Capacidad: 80 000 | Capacidad: 72 220 | Capacidad: 22 039    |
|                         | | |                      |
| Chicago                 | Houston Chicago Santa Clara Charlotte Cincinnati Fort Lauderdale Harrison Inglewood Arlington San Diego Las Vegas Glendale St. Louis | Houston Chicago Santa Clara Charlotte Cincinnati Fort Lauderdale Harrison Inglewood Arlington San Diego Las Vegas Glendale St. Louis | Las Vegas            |
| Illinois                | Houston Chicago Santa Clara Charlotte Cincinnati Fort Lauderdale Harrison Inglewood Arlington San Diego Las Vegas Glendale St. Louis | Houston Chicago Santa Clara Charlotte Cincinnati Fort Lauderdale Harrison Inglewood Arlington San Diego Las Vegas Glendale St. Louis | Nevada               |
| Soldier Field           | Houston Chicago Santa Clara Charlotte Cincinnati Fort Lauderdale Harrison Inglewood Arlington San Diego Las Vegas Glendale St. Louis | Houston Chicago Santa Clara Charlotte Cincinnati Fort Lauderdale Harrison Inglewood Arlington San Diego Las Vegas Glendale St. Louis | Allegiant Stadium    |
| Capacidad: 61 500       | Houston Chicago Santa Clara Charlotte Cincinnati Fort Lauderdale Harrison Inglewood Arlington San Diego Las Vegas Glendale St. Louis | Houston Chicago Santa Clara Charlotte Cincinnati Fort Lauderdale Harrison Inglewood Arlington San Diego Las Vegas Glendale St. Louis | Capacidad: 65 000    |
|                         | Houston Chicago Santa Clara Charlotte Cincinnati Fort Lauderdale Harrison Inglewood Arlington San Diego Las Vegas Glendale St. Louis | Houston Chicago Santa Clara Charlotte Cincinnati Fort Lauderdale Harrison Inglewood Arlington San Diego Las Vegas Glendale St. Louis |                      |
| Fort Lauderdale         | Inglewood | Santa Clara | San Diego            |
| Florida                 | California | California | California           |
| DRV PNK Stadium         | SoFi Stadium | Levi's Stadium | Snapdragon Stadium   |
| Capacidad: 18 000       | Capacidad: 70 000 | Capacidad: 72 864 | Capacidad: 35 000    |
|                         | | |                      |
| Charlotte               | Cincinnati | Harrison | St. Louis            |
| Carolina del Norte      | Ohio | Nueva Jersey | Misuri               |
| Bank of America Stadium | TQL Stadium | Red Bull Arena | Citypark             |
| Capacidad: 74 479       | Capacidad: 26 000 | Capacidad: 25 189 | Capacidad: 22 500    |
|                         | | |                      |

| Toronto | Toronto           |
| ------- | ----------------- |
| Toronto | Ontario           |
| Toronto | BMO Field         |
| Toronto | Capacidad: 30 586 |
| Toronto |                   |

## Fase de grupos
– Clasificado para los cuartos de final. 
- Los horarios corresponden al huso horario EDT (UTC-4).

### Grupo A
| Selección              | Pts | PJ | PG | PE | PP | GF | GC | Dif |
| ---------------------- | --- | -- | -- | -- | -- | -- | -- | --- |
| Estados Unidos         | 7   | 3  | 2  | 1  | 0  | 13 | 1  | 12  |
| Jamaica                | 7   | 3  | 2  | 1  | 0  | 10 | 2  | 8   |
| Trinidad y Tobago      | 3   | 3  | 1  | 0  | 2  | 4  | 10 | –6  |
| San Cristóbal y Nieves | 0   | 3  | 0  | 0  | 3  | 0  | 14 | –14 |

| 24 de junio de 2023, 22:06 | Estados Unidos | 1:1 (0:1) | Jamaica  | Soldier Field, Chicago                                  |                                                         |
|                            | Vazquez 88'    | Reporte   | Lowe 13' | Asistencia: 36 666 espectadores Árbitro(s): César Ramos | Asistencia: 36 666 espectadores Árbitro(s): César Ramos |

| 25 de junio de 2023, 15:30 | Trinidad y Tobago                            | 3:0 (1:0) | San Cristóbal y Nieves | DRV PNK Stadium, Fort Lauderdale                       |                                                        |
|                            | A. Jones 43' · Fortune 65' · Ible 73' (a.g.) | Reporte   |                        | Asistencia: 300 espectadores Árbitro(s): Said Martínez | Asistencia: 300 espectadores Árbitro(s): Said Martínez |

| 28 de junio de 2023, 19:30 | Jamaica                                     | 4:1 (3:0) | Trinidad y Tobago | Citypark, St. Louis                                           |                                                               |
|                            | Gray 14', 29' · Bailey 17' · Richards 90+2' | Reporte   | Rampersad 49'     | Asistencia: 21 216 espectadores Árbitro(s): Fernando Guerrero | Asistencia: 21 216 espectadores Árbitro(s): Fernando Guerrero |

| 28 de junio de 2023, 21:30 | San Cristóbal y Nieves | 0:6 (0:4) | Estados Unidos                                              | Citypark, St. Louis                                               |                                                                   |
|                            |                        | Reporte   | Mihailović 12', 80' · Reynolds 14' · Ferreira 16', 25', 60' | Asistencia: 21 216 espectadores Árbitro(s): Juan Gabriel Calderón | Asistencia: 21 216 espectadores Árbitro(s): Juan Gabriel Calderón |

| 2 de julio de 2023, 19:00 | Estados Unidos                                                    | 6:0 (3:0) | Trinidad y Tobago | Bank of America Stadium, Charlotte                        |                                                           |
|                           | Ferreira 14', 38', 45+2' · Cowell 66' · Busio 80' · Vazquez 90+5' | Reporte   |                   | Asistencia: 40 243 espectadores Árbitro(s): Mario Escobar | Asistencia: 40 243 espectadores Árbitro(s): Mario Escobar |

| 2 de julio de 2023, 19:00 | Jamaica                                                                      | 5:0 (2:0) | San Cristóbal y Nieves | Levi's Stadium, Santa Clara                                 |                                                             |
|                           | Archibald 30' (a.g.) · Russell 45+2' · Bernard 49' · Johnson 72' · Burke 74' | Reporte   |                        | Asistencia: 60 347 espectadores Árbitro(s): Adonai Escobedo | Asistencia: 60 347 espectadores Árbitro(s): Adonai Escobedo |

### Grupo B
| Selección | Pts | PJ | PG | PE | PP | GF | GC | Dif |
| --------- | --- | -- | -- | -- | -- | -- | -- | --- |
| México    | 6   | 3  | 2  | 0  | 1  | 7  | 2  | 5   |
| Catar     | 4   | 3  | 1  | 1  | 1  | 3  | 3  | 0   |
| Honduras  | 4   | 3  | 1  | 1  | 1  | 3  | 6  | –3  |
| Haití     | 3   | 3  | 1  | 0  | 2  | 4  | 6  | –2  |

| 25 de junio de 2023, 18:00 | Haití                        | 2:1 (1:1) | Catar         | Estadio NRG, Houston                                         |                                                              |
|                            | Nazon 45+1' · Frantzdy 90+7' | Reporte   | Abdurisag 20' | Asistencia: 66 255 espectadores Árbitro(s): Daneon Parchment | Asistencia: 66 255 espectadores Árbitro(s): Daneon Parchment |

| 25 de junio de 2023, 20:00 | México                                 | 4:0 (2:0) | Honduras | Estadio NRG, Houston                                      |                                                           |
|                            | Romo 1', 23' · Pineda 52' · Chávez 64' | Reporte   |          | Asistencia: 66 255 espectadores Árbitro(s): Mario Escobar | Asistencia: 66 255 espectadores Árbitro(s): Mario Escobar |

| 29 de junio de 2023, 19:45 | Catar          | 1:1 (1:0) | Honduras   | State Farm Stadium, Glendale                                   |                                                                |
|                            | Al-Abdullah 7' | Reporte   | Elis 90+6' | Asistencia: 34 517 espectadores Árbitro(s): Armando Villarreal | Asistencia: 34 517 espectadores Árbitro(s): Armando Villarreal |

| 29 de junio de 2023, 22:00 | Haití    | 1:3 (0:0) | México                                    | State Farm Stadium, Glendale                             |                                                          |
|                            | Jean 78' | Reporte   | Martín 46' · Adé 56' (a.g.) · Giménez 83' | Asistencia: 34 517 espectadores Árbitro(s): Walter López | Asistencia: 34 517 espectadores Árbitro(s): Walter López |

| 2 de julio de 2023, 21:00 | México | 0:1 (0:1) | Catar       | Levi's Stadium, Santa Clara                              |                                                          |
|                           |        | Reporte   | Shehata 27' | Asistencia: 47 382 espectadores Árbitro(s): Drew Fischer | Asistencia: 47 382 espectadores Árbitro(s): Drew Fischer |

| 2 de julio de 2023, 21:00 | Honduras                 | 2:1 (1:1) | Haití       | Bank of America Stadium, Charlotte                        |                                                           |
|                           | Bengtson 42' · Pinto 59' | Reporte   | Pierrot 21' | Asistencia: 60 347 espectadores Árbitro(s): Oshane Nation | Asistencia: 60 347 espectadores Árbitro(s): Oshane Nation |

### Grupo C
| Selección   | Pts | PJ | PG | PE | PP | GF | GC | Dif |
| ----------- | --- | -- | -- | -- | -- | -- | -- | --- |
| Panamá      | 7   | 3  | 2  | 1  | 0  | 6  | 4  | 2   |
| Costa Rica  | 4   | 3  | 1  | 1  | 1  | 7  | 6  | 1   |
| Martinica   | 3   | 3  | 1  | 0  | 2  | 7  | 9  | –2  |
| El Salvador | 2   | 3  | 0  | 2  | 1  | 3  | 4  | –1  |

| 26 de junio de 2023 | El Salvador          | 1:2 (0:2) | Martinica                | DRV PNK Stadium, Fort Lauderdale                            |                                                             |
| 18:30               | Tamacas 90+5' (pen.) | Reporte   | Burner 11' · Fortuné 16' | Asistencia: 10 101 espectadores Árbitro(s): Adonai Escobedo | Asistencia: 10 101 espectadores Árbitro(s): Adonai Escobedo |

| 26 de junio de 2023, 20:30 | Costa Rica   | 1:2 (0:1) | Panamá                     | DRV PNK Stadium, Fort Lauderdale                         |                                                          |
|                            | Suárez 90+1' | Reporte   | Fajardo 23' · Bárcenas 68' | Asistencia: 10 101 espectadores Árbitro(s): Drew Fischer | Asistencia: 10 101 espectadores Árbitro(s): Drew Fischer |

| 30 de junio de 2023, 18:30 | Martinica    | 1:2 (0:0) | Panamá                    | Red Bull Arena, Harrison                                  |                                                           |
|                            | Fabien 90+3' | Reporte   | Fajardo 57' · Murillo 69' | Asistencia: 22 615 espectadores Árbitro(s): Said Martínez | Asistencia: 22 615 espectadores Árbitro(s): Said Martínez |

| 30 de junio de 2023, 20:30 | El Salvador | 0:0     | Costa Rica | Red Bull Arena, Harrison                                |                                                         |
|                            |             | Reporte |            | Asistencia: 22 615 espectadores Árbitro(s): César Ramos | Asistencia: 22 615 espectadores Árbitro(s): César Ramos |

| 4 de julio de 2023, 20:30 | Costa Rica                                                                      | 6:4 (2:1) | Martinica                                    | Red Bull Arena, Harrison                                |                                                         |
|                           | Waston 10' · Calvo 41' · Vargas 55' · Campbell 59' · Contreras 56' · Campos 90' | Reporte   | Burner 18', 79' · Labeau 75' · Mexique 90+3' | Asistencia: 21 531 espectadores Árbitro(s): Bryan López | Asistencia: 21 531 espectadores Árbitro(s): Bryan López |

| 4 de julio de 2023, 20:30 | Panamá                 | 2:2 (1:1) | El Salvador              | Shell Energy Stadium, Houston                            |                                                          |
|                           | Escobar 26' · Díaz 71' | Reporte   | B. Gil 4' · M. Gil 90+1' | Asistencia: 20 002 espectadores Árbitro(s): Walter López | Asistencia: 20 002 espectadores Árbitro(s): Walter López |

### Grupo D
| Selección | Pts | PJ | PG | PE | PP | GF | GC | Dif |
| --------- | --- | -- | -- | -- | -- | -- | -- | --- |
| Guatemala | 7   | 3  | 2  | 1  | 0  | 4  | 2  | 2   |
| Canadá    | 5   | 3  | 1  | 2  | 0  | 6  | 4  | 2   |
| Guadalupe | 4   | 3  | 1  | 1  | 1  | 8  | 6  | 2   |
| Cuba      | 0   | 3  | 0  | 0  | 3  | 3  | 9  | –6  |

| 27 de junio de 2023, 19:00 | Canadá                          | 2:2 (0:1) | Guadalupe                               | BMO Field, Toronto                                         |                                                            |
|                            | Cavallini 49' · Lina 70' (a.g.) | Reporte   | Ambrose 23' · Russell-Rowe 90+3' (a.g.) | Asistencia: 15 301 espectadores Árbitro(s): Rubiel Vázquez | Asistencia: 15 301 espectadores Árbitro(s): Rubiel Vázquez |

| 27 de junio de 2023, 20:45 | Guatemala | 1:0 (0:0) | Cuba | DRV PNK Stadium, Fort Lauderdale                          |                                                           |
|                            | Lom 48'   | Reporte   |      | Asistencia: 13 426 espectadores Árbitro(s): Oshane Nation | Asistencia: 13 426 espectadores Árbitro(s): Oshane Nation |

| 1 de julio de 2023, 18:30 | Cuba                    | 1:4 (0:3) | Guadalupe                                  | Shell Energy Stadium, Houston                           |                                                         |
|                           | A. Hernández 62' (pen.) | Reporte   | Phaëton 13', 43' · Plumain 41' · Baron 51' | Asistencia: 19 766 espectadores Árbitro(s): Iván Barton | Asistencia: 19 766 espectadores Árbitro(s): Iván Barton |

| 1 de julio de 2023, 20:30 | Guatemala | 0:0     | Canadá | Shell Energy Stadium, Houston                           |                                                         |
|                           |           | Reporte |        | Asistencia: 19 766 espectadores Árbitro(s): Marco Ortiz | Asistencia: 19 766 espectadores Árbitro(s): Marco Ortiz |

| 4 de julio de 2023, 17:30 | Guadalupe                          | 2:3 (1:1) | Guatemala                         | Red Bull Arena, Harrison                                          |                                                                   |
|                           | Gravillon 27' · Plumain 63' (pen.) | Reporte   | Méndez Rubín 39', 70' · Mejía 76' | Asistencia: 21 531 espectadores Árbitro(s): Juan Gabriel Calderón | Asistencia: 21 531 espectadores Árbitro(s): Juan Gabriel Calderón |

| 4 de julio de 2023, 17:30 | Canadá                                                    | 4:2 (2:1) | Cuba                                     | Shell Energy Stadium, Houston                              |                                                            |
|                           | Hoilett 21' (pen.) · Osorio 27' · Nelson 47' · Millar 62' | Reporte   | Paradela 45+4' (pen.) · Reyes 89' (pen.) | Asistencia: 20 002 espectadores Árbitro(s): Keylor Herrera | Asistencia: 20 002 espectadores Árbitro(s): Keylor Herrera |

## Fase final

### Cuadro de desarrollo
|  | Cuartos de final        | Cuartos de final        |                         |       | Semifinales | Semifinales |  |  | Final | Final |
|  |                         |                         |                         |       |             |             |  |  |       |       |
|  | 9 de julio - Cincinnati |                         |                         |       |             |             |  |  |       |       |
|  |                         |                         |                         |       |             |             |  |  |       |       |
|  | Guatemala               | 0                       |                         |       |             |             |  |  |       |       |
|  | Guatemala               | 0                       | 12 de julio - Paradise  |       |             |             |  |  |       |       |
|  | Jamaica                 | 1                       |                         |       |             |             |  |  |       |       |
|  | Jamaica                 | 1                       | Jamaica                 | 0     |             |             |  |  |       |       |
|  | 8 de julio - Arlington  |                         | Jamaica                 | 0     |             |             |  |  |       |       |
|  |                         | México                  | 3                       |       |             |             |  |  |       |       |
|  | México                  | México                  | 3                       | 2     |             |             |  |  |       |       |
|  | México                  |                         | 16 de julio - Inglewood | 2     |             |             |  |  |       |       |
|  | Costa Rica              | 0                       |                         |       |             |             |  |  |       |       |
|  | Costa Rica              | 0                       | México                  | 1     |             |             |  |  |       |       |
|  | 9 de julio - Cincinnati |                         | México                  | 1     |             |             |  |  |       |       |
|  |                         | Panamá                  | 0                       |       |             |             |  |  |       |       |
|  | Estados Unidos (p.)     | Panamá                  | 0                       | 2 (3) |             |             |  |  |       |       |
|  | Estados Unidos (p.)     | 12 de julio - San Diego |                         | 2 (3) |             |             |  |  |       |       |
|  | Canadá                  | 2 (2)                   |                         |       |             |             |  |  |       |       |
|  | Canadá                  | 2 (2)                   | Estados Unidos          | 1 (4) |             |             |  |  |       |       |
|  | 8 de julio - Arlington  |                         | Estados Unidos          | 1 (4) |             |             |  |  |       |       |
|  |                         | Panamá (p.)             | 1 (5)                   |       |             |             |  |  |       |       |
|  | Panamá                  | Panamá (p.)             | 1 (5)                   | 4     |             |             |  |  |       |       |
|  | Panamá                  |                         |                         | 4     |             |             |  |  |       |       |
|  | Catar                   | 0                       |                         |       |             |             |  |  |       |       |
|  | Catar                   | 0                       |                         |       |             |             |  |  |       |       |

- Los horarios corresponden al huso horario EDT (UTC-4).

### Cuartos de final
| 8 de julio de 2023 | Panamá                            | 4:0 (1:0) | Catar | AT&T Stadium, Arlington                                 |                                                         |
| 19:00              | Bárcenas 19' · Díaz 56', 63', 65' | Reporte   |       | Asistencia: 60 355 espectadores Árbitro(s): César Ramos | Asistencia: 60 355 espectadores Árbitro(s): César Ramos |

| 8 de julio de 2023 | México                             | 2:0 (0:0) | Costa Rica | AT&T Stadium, Arlington                                   |                                                           |
| 21:30              | Pineda 52' (pen.) · É. Sánchez 87' | Reporte   |            | Asistencia: 60 355 espectadores Árbitro(s): Said Martínez | Asistencia: 60 355 espectadores Árbitro(s): Said Martínez |

| 9 de julio de 2023 | Guatemala | 0:1 (0:0) | Jamaica  | TQL Stadium, Cincinnati                                  |                                                          |
| 17:00              |           | Reporte   | Bell 51' | Asistencia: 24 979 espectadores Árbitro(s): Drew Fischer | Asistencia: 24 979 espectadores Árbitro(s): Drew Fischer |

| 9 de julio de 2023 | Estados Unidos                      | 2:2 (1:1, 0:0) (t. s.)(3:2 p.) | Canadá                                          | TQL Stadium, Cincinnati                                 |                                                         |
| 19:30              | Vázquez 88' · Kennedy 115' (a.g.)   | Reporte                        | Vitória 90+3' (pen.) · Shaffelburg 109'         | Asistencia: 24 979 espectadores Árbitro(s): Marco Ortiz | Asistencia: 24 979 espectadores Árbitro(s): Marco Ortiz |
|                    |                                     | Tiros desde el punto penal     |                                                 |                                                         |                                                         |
|                    | Vázquez · Cowell · Busio · Ferreira |                                | Vitória · Fraser · Miller · Russell-Rowe · Brym |                                                         |                                                         |

### Semifinales
| 12 de julio de 2023 | Estados Unidos                                                | 1:1 (0:0, 0:0) (t. s.)(4:5 p.) | Panamá                                                         | Snapdragon Stadium, San Diego                            |                                                          |
| 19:30               | Ferreira 105'                                                 | Reporte                        | Anderson 99'                                                   | Asistencia: 31 690 espectadores Árbitro(s): Walter López | Asistencia: 31 690 espectadores Árbitro(s): Walter López |
|                     |                                                               | Tiros desde el punto penal     |                                                                |                                                          |                                                          |
|                     | Ferreira · Mihailović · J. Morris · Gressel · Miazga · Roldán |                                | Escobar · Díaz · Martínez · Bárcenas · Waterman · Carrasquilla |                                                          |                                                          |

| 12 de julio de 2023 | Jamaica | 0:3 (0:2) | México                                  | Allegiant Stadium, Las Vegas                              |                                                           |
| 22:00               |         | Reporte   | Martín 2' · Chávez 30' · Alvarado 90+3' | Asistencia: 29 886 espectadores Árbitro(s): Mario Escobar | Asistencia: 29 886 espectadores Árbitro(s): Mario Escobar |

### Final
| 16 de julio de 2023 | México      | 1:0 (0:0) | Panamá | SoFi Stadium, Inglewood                                                        |                                                                                |
| 19:30               | Giménez 88' | Reporte   |        | Asistencia: 72 963 espectadores Árbitro(s): Said Martínez VAR: Ricardo Montero | Asistencia: 72 963 espectadores Árbitro(s): Said Martínez VAR: Ricardo Montero |

|                   |
| Bandera de México |
| Campeón México    |
| 12.º título       |

## Estadísticas

### Goleadores
7 goles
- Jesús Ferreira

4 goles
- Ismael Díaz

3 goles
- Patrick Burner
- Brandon Vazquez

2 goles
- Matthias Phaëton
- Ange-Freddy Plumain
- Rubio Rubín
- Frantzdy Pierrot
- Demarai Gray
- Luis Chávez
- Santiago Giménez
- Henry Martín
- Orbelín Pineda
- Luis Romo
- Yoel Bárcenas
- José Fajardo
- Djordje Mihailovic

1 gol
- Lucas Cavallini
- Junior Hoilett
- Jonathan Osorio
- Jayden Nelson
- Liam Millar
- Jacob Shaffelburg
- Steven Vitória
- Arichel Hernández
- Luis Paradela
- Maikel Reyes
- Joel Campbell
- Diego Campos
- Anthony Contreras
- Francisco Calvo
- Aarón Suárez
- Juan Pablo Vargas
- Kendall Waston
- Brayan Gil
- Mayer Gil
- Bryan Tamacas
- Thierry Ambrose
- Anthony Baron
- Andreaw Gravillon
- Darwin Lom
- Carlos Mejía
- Danley Jean Jacques
- Duckens Nazon
- Jerry Bengtson
- Alberth Elis
- José Pinto
- Leon Bailey
- Amari'i Bell
- Di'Shon Bernard
- Cory Burke
- Daniel Johnson
- Damion Lowe
- Dujuan Richards
- Jon Russell
- Karl Fabien
- Kévin Fortuné
- Brighton Labeau
- Jonathan Mexique
- Roberto Alvarado
- Érick Sánchez
- Iván Anderson
- Fidel Escobar
- Michael Amir Murillo
- Yusuf Abdurisag
- Tameem Al-Abdullah
- Hazem Shehata
- Ajani Fortune
- Alvin Jones
- Andre Rampersad
- Gianluca Busio
- Cade Cowell
- Bryan Reynolds

Autogoles
- Scott Kennedy (ante Estados Unidos)
- Jacen Russell-Rowe (ante Guadalupe)
- Méddy Lina (ante Canadá)
- Ricardo Adé (ante México)
- Julani Archibald (ante Jamaica)
- Jameel Ible (ante Trinidad y Tobago)

### Jugadores con tres o más goles en un partido
| Pos. | Jugador        | Goles | Fecha               | Local                  |                                   | Resultado |                              | Visitante         | Reporte          |
| ---- | -------------- | ----- | ------------------- | ---------------------- | --------------------------------- | --------- | ---------------------------- | ----------------- | ---------------- |
| 1    | Jesús Ferreira | 3     | 28 de junio de 2023 | San Cristóbal y Nieves | Bandera de San Cristobal y Nieves | 0 – 6     | Bandera de Estados Unidos    | Estados Unidos    | Jornada 2        |
| 2    | Jesús Ferreira | 3     | 2 de julio de 2023  | Estados Unidos         | Bandera de Estados Unidos         | 6 – 0     | Bandera de Trinidad y Tobago | Trinidad y Tobago | Jornada 3        |
| 3    | Ismael Díaz    | 3     | 8 de julio de 2023  | Panamá                 | Bandera de Panamá                 | 4 – 0     | Bandera de Catar             | Catar             | Cuartos de final |

### Clasificación general

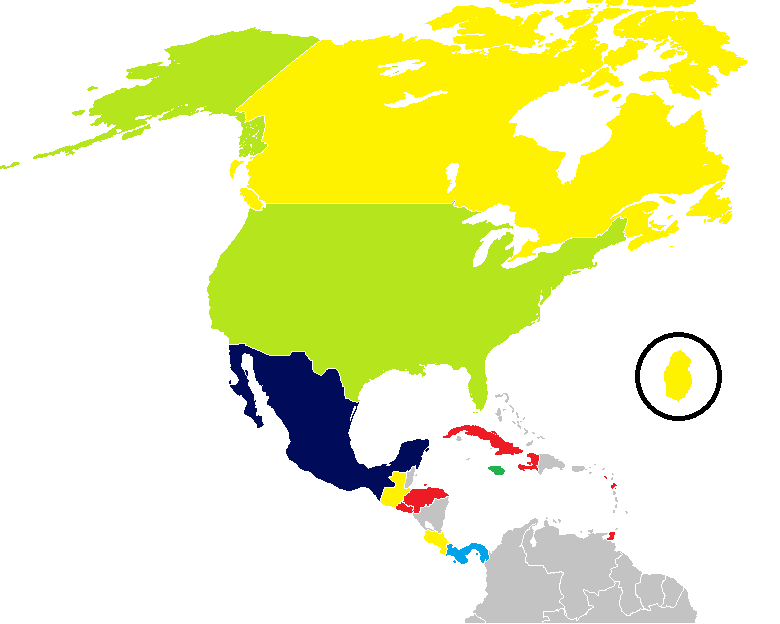
Países participantes según la fase alcanzada en el torneo

| Pos. | Selección              | Gr. | Pts. | PJ | PG | PE | PP | GF | GC | Dif | Rend.  |
| ---- | ---------------------- | --- | ---- | -- | -- | -- | -- | -- | -- | --- | ------ |
| 1    | México                 | B   | 15   | 6  | 5  | 0  | 1  | 13 | 2  | 11  | 83.33% |
| 2    | Panamá                 | C   | 11   | 6  | 3  | 2  | 1  | 11 | 6  | 5   | 61.11% |
| 3    | Jamaica                | A   | 10   | 5  | 3  | 1  | 1  | 11 | 5  | 6   | 66.67% |
| 4    | Estados Unidos         | A   | 9    | 5  | 2  | 3  | 0  | 16 | 4  | 12  | 60%    |
| 5    | Guatemala              | D   | 7    | 4  | 2  | 1  | 1  | 4  | 3  | 1   | 58.33% |
| 6    | Canadá                 | D   | 6    | 4  | 1  | 3  | 0  | 8  | 6  | 2   | 50%    |
| 7    | Costa Rica             | C   | 4    | 4  | 1  | 1  | 2  | 7  | 8  | –1  | 33.33% |
| 8    | Catar                  | B   | 4    | 4  | 1  | 1  | 2  | 3  | 7  | –4  | 33.33% |
| 9    | Guadalupe              | D   | 4    | 3  | 1  | 1  | 1  | 8  | 6  | 2   | 44.44% |
| 10   | Honduras               | B   | 4    | 3  | 1  | 1  | 1  | 3  | 6  | –3  | 44.44% |
| 11   | Martinica              | C   | 3    | 3  | 1  | 0  | 2  | 7  | 9  | –2  | 33.33% |
| 12   | Haití                  | B   | 3    | 3  | 1  | 0  | 2  | 4  | 6  | –2  | 33.33% |
| 13   | Trinidad y Tobago      | A   | 3    | 3  | 1  | 0  | 2  | 4  | 10 | –6  | 33.33% |
| 14   | El Salvador            | C   | 2    | 3  | 0  | 2  | 1  | 3  | 4  | –1  | 22.22% |
| 15   | Cuba                   | D   | 0    | 3  | 0  | 0  | 3  | 3  | 9  | –6  | 0%     |
| 16   | San Cristóbal y Nieves | A   | 0    | 3  | 0  | 0  | 3  | 0  | 14 | –14 | 0%     |

### Once ideal
El mejor once ideal de la competición, según la Concacaf.
| Portero         | Defensores                                | Mediocampistas                                                               | Delanteros     |
| --------------- | ----------------------------------------- | ---------------------------------------------------------------------------- | -------------- |
| Guillermo Ochoa | Fidel Escobar Johan Vásquez Jorge Sánchez | Luis Chávez Adalberto Carrasquilla Orbelín Pineda Yoel Bárcenas Demarai Gray | Jesús Ferreira |